# Thank Heaven for Girls Girls Girls
Albums de Maurice Chevalier
Life Is Just a Bowl of Cherries
(1960) Lerner & Loewe & Chevalier
(1962)
Thank Heaven for Girls Girls Girls est l'un des six albums américains enregistrés par Maurice Chevalier entre 1958 et 1960. Il est constitué de reprises de standards de la chanson américaine traitant chacun d'une femme en particulier.

## Liste des titres
1. "If You Knew Susie" - 2:06
2. "(Does Your Mother Know You're Out) Cecilia" - 2:53
3. "Margie" - 2:00
4. "K-K-K-Katy" - 2:27
5. "Dinah" - 2:23
6. "Madelon" - 2:02
7. "Miss Annabelle Lee" - 2:08
8. "Charmaine" - 2:01
9. "Oh! That Mitzi!" - 1:53
10. "Sweet Lorraine" - 2:48
11. "Ida, Sweet as Apple Cider" - 2:16
12. "Sunny" - 2:02